# La Joven Guardia (banda)
La Joven Guardia fue un grupo de rock argentino formado a finales de la década del '60. La banda fue fundada e integrada originalmente por los músicos Félix Pando, Hiacho Lezica, Roque Narvaja y Enrique Masllorens. Los miembros del conjunto eligieron el nombre del mismo tomando el nombre de la novela homónima del escritor soviético Aleksandr Fadéyev.

## Historia
La Joven Guardia fue uno de los grupos pioneros de beat rock en español. Sus mayores hits fueron  «El extraño del pelo largo», «La extraña de las botas rosas», «La reina de la canción», «En el pueblo de San Esteban» y otras. En 1969 cuando el beat rock ya había desaparecido debido al surgimiento del Rock psicodélico y Rock progresivo, el grupo alcanzó el éxito con «El extraño del pelo largo», que resultó ser un fenómeno comercial, al punto de inspirar a la película del mismo nombre.
Entre otros importantes galardones, La Joven Guardia se coronaron con dos Discos de Oro, por haber vendido más de un millón de copias de sus dos hits: “El extraño del pelo largo” y “La extraña de las botas rosas”. Siguiendo los pasos de Los Beatles, Los Kinks y Los Rolling Stones, La Joven Guardia incluyó también temas con letras comprometidas políticamente, en una Argentina donde estaba prohibido hablar contra el sistema. El mérito al respecto de esto se le otorga principalmente a Roque Narvaja, único miembro que ha mantenido una carrera vigente como músico solista hasta la actualidad, ya que continúa grabando y presentándose en vivo.
La canción «El extraño del pelo largo» fue incluida en la película El profesor hippie (1969). También actuaron en la película homónima de su mayor éxito El extraño del pelo largo (1969). En 1972 Roque Narvaja se aleja de la agrupación y se embarca en una carrera solista, con discos en los que divulga su marcada postura política progresista, comunista y de Extrema izquierda. Mientras tanto, La joven Guardia siguió presentándose en recitales hasta el año 1978.
Durante la última dictadura cívico-militar argentina (1976-1983), Narvaja es amenazado y para escapar del terrorismo de Estado imperante tiene que exiliarse en España, donde desarrolló la segunda etapa de su carrera como compositor y solista, con mucho éxito. En 1980 fallece de un infarto Hiacho Lezica.
En marzo de 2002, la cadena internacional de televisión MTV incluyó en su lista de "Las 100 mejores canciones del rock argentino" la canción «El extraño de pelo largo» en el puesto número 47. Para muchos críticos, este fue un gesto de revisionismo que le otorga a la banda su justo lugar como una de las pioneras del rock en su país.

### Reencuentro en 2015
Si bien la agrupación original no pudo reunirse debido al fallecimiento de Lezica y la ausencia de Masllorens, Pando y Narvaja se juntaron en Miami (Pando llevaba muchos años radicado en los Estados Unidos), ya que la Asociación Internacional de Periodistas del Espectáculo premió a La Joven Guardia con el Latin Golden Award a la trayectoria el 26 de mayo de 2015.
La nueva formación fue integrada por Narvaja, Pando y Adriano Perticone. El 23 de mayo de 2015 se presentaron en Plantation, en el Estado de la Florida.

## Discografía
- El extraño del pelo largo (1969)

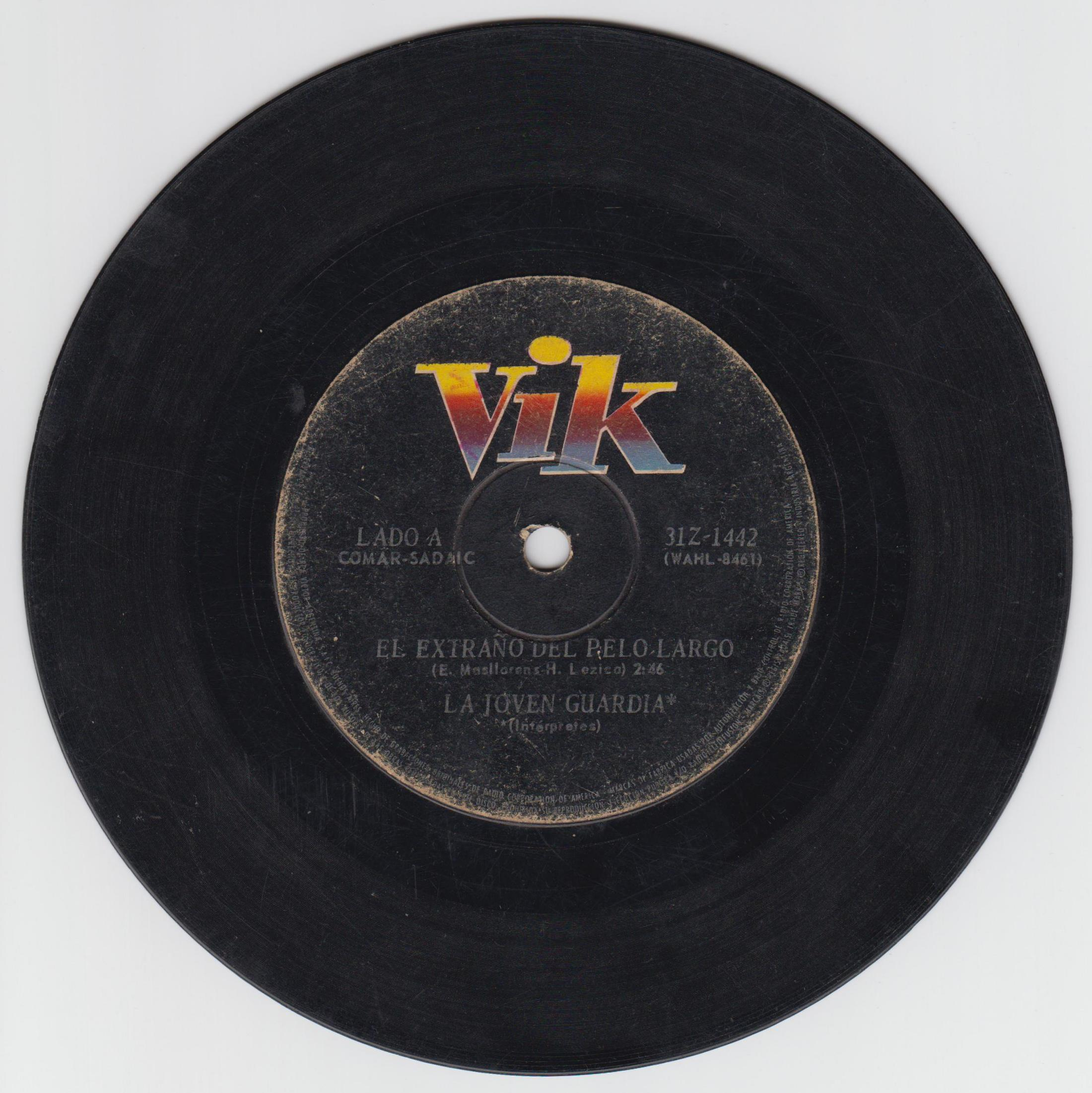
Sencillo del tema clásico de La Joven Guardia «El extraño de pelo largo» (1968).

- La extraña de las botas rosas (1970)
- La reina de la canción (1971)